# 八塩化四金
八塩化四金（はちえんかよんきん、英: tetragold octachloride）は、化学式 Au4Cl8 で表される、2種類の異なる酸化数の金原子を含む金の塩化物である。黒色の固体で感光性があるため、暗色の瓶に入れて保存する。